# Myrcia guavira-mi
Myrcia guavira-mi är en myrtenväxtart som beskrevs av Parodi. Myrcia guavira-mi ingår i släktet Myrcia och familjen myrtenväxter.
Artens utbredningsområde är Paraguay. Inga underarter finns listade i Catalogue of Life.